# فان هوينهايم
فان هوهنهايم  ( باليابانية: Van Hōenhaimu ,ヴァン・ホーエンハイム) هو شخصية وهمية في سلسلة الأنمي والمانجا خيميائي الفولاذ, ووالد البطلين إدوارد إلريك وألفونس إلريك.